# Lennart Brunnhage
Lennart Brunnhage, född den 25 augusti 1915 i Kungshamn, död den 29 mars 1999 på Lidingö, var en svensk simhoppare och bokförläggare.
Efter skolgången försörjde sig Brunnhage genom att sälja flygfotografier av bondgårdar och senare genom dörrförsäljning av böcker. Han började ge ut egna böcker, grundade år 1944 Svenska Sportförlaget, och år 1945 kom första årgången av Idrottsboken. Efter att ha sett en simhoppare i Lysekil, blev han själv simhoppare och tog 19 svenska mästerskap och kom på fjärde plats i Olympiska spelen i London år 1948. Vid EM 1947 tog han silver i höga hopp. Brunnhage startade även en skidanläggning i Duved.
Brunnhage hette fram till och med år 1938 Mattsson. Han är begravd på Lidingö kyrkogård.